# Barking Pumpkin Records
Barking Pumpkin Records ist ein Plattenlabel des Komponisten und Rockmusikers Frank Zappa. Es wurde am 1. Januar 1981 in Los Angeles gegründet. Auf dem Label erschienen bislang Schallplatten von Frank Zappa, vom London Symphony Orchestra und vom Ensemble Modern mit Orchesterwerken Zappas sowie zwei Alben von Zappa-Sohn Dweezil.

## Geschichte
Der Name „Barking Pumpkin“ (dt.: bellender Kürbis) geht zum einen zurück auf den Kosenamen, den Zappa seiner Ehefrau Gail Zappa gegeben hatte; so zeigt das Cover des Mothers-Albums Absolutely Free auf der Innenseite ein Foto von Frank und Gail, wobei in Gails Gesicht die Worte „my pumpkin“ gedruckt sind. Der Name spielt außerdem an auf den gellenden Raucherhusten Gails. Das Logo zeigt den Dialog zwischen einem „Arf!“ bellenden Halloween-Kürbis und einer Katze, die daraufhin einen Buckel macht und – in japanischen Schriftzeichen – ruft „Oh, shit!“(S. 329)
Als Vertriebsweg wurde zunächst CBS Records genutzt. Nach Auseinandersetzungen mit CBS um die Abrechnungen waren ab 1984 MCA Records für die Auslieferung in den Vereinigten Staaten und Capitol/EMI für den Vertrieb außerhalb der USA zuständig.(S. 381) Ab 1993 lag der Vertrieb in Nordamerika bei dem amerikanischen Label Rhino Records, während im Rest der Welt das britische Label „Music for Nations“ die Produktionen absetzte.
Zappa benutzte dieses Label vor allem, um darauf eigene Alben zu veröffentlichen. Als erstes erschien am 11. Mai 1981 die Doppel-LP Tinsel Town Rebellion, die zudem das erste Album war, das Zappa in seinem eigenen Tonstudio Utility Muffin Research Kitchen produziert hatte. Mit Ausnahme des Albums Boulez Conducts Zappa: The Perfect Stranger brachte Barking Pumpkin Records in der Folge alle weiteren von Zappa veröffentlichten Vinyl-LPs heraus. Auch die ersten nur noch auf Compact Disc publizierten Zappa-Alben erschienen auf diesem Label. Ausnahmen stellen die sechsteilige Reihe You Can’t Do That On Stage Anymore und Zappas erstes ausschließlich auf CD verbreitetes Album Does Humor Belong In Music? dar. Die letzte Publikation des Labels war das von Zappa noch zu seinen Lebzeiten fertiggestellte, aber erst nach seinem Tod veröffentlichte Album Civilization Phaze III.
Eine herausragende Rolle im Barking Pumpkin-Katalog nehmen drei Alben mit Orchesterwerken Frank Zappas ein: zwei Alben des London Symphony Orchestras unter dem Dirigenten Kent Nagano (London Symphony Orchestra, Vol 1 und Vol. 2)sowie das Album The Yellow Shark des Ensembles Modern unter dem Dirigat von Peter Rundel. Zum anderen erschien auf dem Label im Dezember 1982 auch mit der Single und Maxisingle „My Mother Is A Space Cadet“ (Rückseite: „Crunchy Water“) das Schallplattendebüt seines Sohnes Dweezil, dem dreieinhalb Jahre später mit Havin' A Bad Day dessen erstes Album folgte. Die vorletzte Veröffentlichung war das Album Shampoo Horn der Gruppe „Z“, der Band von Ahmet und Dweezil Zappa, welches unter Beteiligung der Zappa-Musiker Scott Thunes, Mike Keneally und Terry Bozzio eingespielt worden war.
Die größten Erfolge des Labels waren das Orchesterwerk The Yellow Shark, welches 1993 in den „Top Classical Crossover“-Charts bis auf den zweiten Platz emporkletterte, sowie das Album The Perfect Stranger, das in derselben Hitliste Platz 7 erreichte. Von Zappas Rockalben schaffte es Ship Arriving Too Late To Save A Drowning Witch auf Platz 23 der Pop-Albums-Charts, nicht zuletzt wegen der daraus ausgekoppelten Single „Valley Girl“, die es in den USA auf den 32. Platz der Pop-Singles-Hitparade und auf Platz 12 der Mainstream-Rock-Charts schaffte.